# Malagón
Malagón es un municipio y localidad española de la provincia de Ciudad Real, en la comunidad autónoma de Castilla-La Mancha. El término municipal tiene una población de 7754 habitantes (INE 2024).

## Geografía

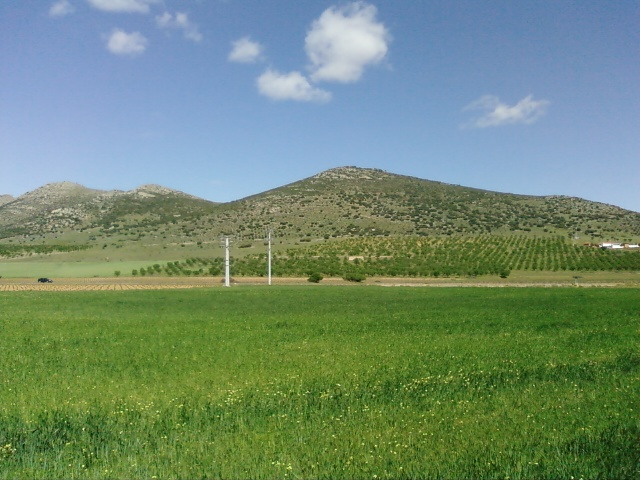
Sierra de Malagón

Malagón se ubica en el sector norte de la provincia de Ciudad Real. Se encuentra rodeada de una gran llanura que se interrumpe al noroeste con la Sierra de Malagón, perteneciente a los Montes de Toledo. Por su término municipal discurre el río Bañuelos, tributario del Guadiana. Hay que mencionar la presencia, al pie de la mencionada sierra, de tres lagunas de origen volcánico: la Nava Grande, la Nava de Enmedio y la Nava Pequeña. Forma parte de la comarca de Montes. Está atravesado por la N-401, y la capital provincial está a 25 km. 
Limita por el norte con Los Cortijos y Fuente el Fresno, al este con Daimiel, al sur con Fernán Caballero y Torralba de Calatrava y al oeste con Porzuna y Retuerta del Bullaque.
| Noroeste: Retuerta del Bullaque | Norte: Los Cortijos, Fuente el Fresno        | Noreste: Fuente el Fresno |
| Oeste: Porzuna                  |                                              | Este: Fuente el Fresno    |
| Suroeste: Piedrabuena           | Sur: Fernán Caballero, Torralba de Calatrava | Sureste: Daimiel          |

Geográficamente, la mayoría de su término está situado en la subzona regional de los Montes de Toledo. La zona este del término es llana, pero el resto es muy montuoso, estando atravesado de este a oeste por la sierra que lleva su nombre y otras alineaciones secundarias. Por el sureste se extiende la llanura por la que discurre el río Guadiana en el parque nacional de las Tablas de Daimiel, y por el sur empiezan los territorios que se incluyen en el Campo de Calatrava. El municipio se encuentra a una altitud de 634 metros sobre el nivel del mar, aunque en la sierra se alcanzan alturas de 1000 metros. 
Malagón cuenta con 36 428 hectáreas en el que están incluidos siete anejos que son: el Cristo del Espíritu Santo,  La Fuencaliente, Peralosas, Piedralá, Los Quiles, El Sotillo y Valdehierro. El actual término es solo parte del que tenía anteriormente cuando se segregaron los de sus aldeas de Porzuna y Fuente el Fresno, y a su vez de este último el de Los Cortijos.

### Aldeas
Las aldeas de Malagón son El Cristo del Espíritu Santo, La Fuencaliente, Las Peralosas, El Sotillo, Los Quiles, Valdehierro, Piedralá y el anejo Las Povedillas.

## Historia

### Primeros asentamientos
Las evidencias más antiguas de poblamiento humano en la zona de Malagón se remontan al Paleolítico. De este período abundan los yacimientos con industria lítica en superficie atribuida principalmente al Paleolítico Inferior y Medio.
Parece que estos primeros grupos humanos tuvieron sus primeros establecimientos en torno a las terrazas fluviales del Guadiana Medio desde donde penetran en el Achelense Superior sus afluentes como el Río Bañuelos y El Bullaque. El Achelense superior supondría el primer momento de difusión territorial importante durante el Paleolítico, donde encontramos dos asentamientos muy significativos en la Submeseta Sur : El Sotillo en Malagón y Las Casas del Río en Porzuna.
En el Paleolítico Medio, se produce una expansión del poblamiento por el territorio que nos ocupa, multiplicándose los asentamientos en las terrazas bajas de los ríos, afluentes y zonas lacustres (Bañuelos, Becea, Las Navas, etc.)
Del Paleolítico Superior, desconocido hasta ahora en la provincia, se han localizado yacimientos importantes en torno de zonas lacustres y en los márgenes del Becea y del Bañuelos.

### Prehistoria y Protohistoria
Con la aparición del Neolítico en la península ibérica (c. 5.600 cal. a. C.), y hasta la disolución de las sociedades del Bronce (c. 1.500 cal. B.C.), tenemos una etapa oscura dentro de los estudios históricos de la región, debido a la falta de trabajos sistemáticos. Este periodo es muy importante, porque comprende un largo proceso que se inicia con la formación y expansión de las primeras sociedades agrícolas, hasta llegar al extremo opuesto, caracterizado por la jerarquización y la desigualdad social, que comienza a darse en la Edad del Bronce

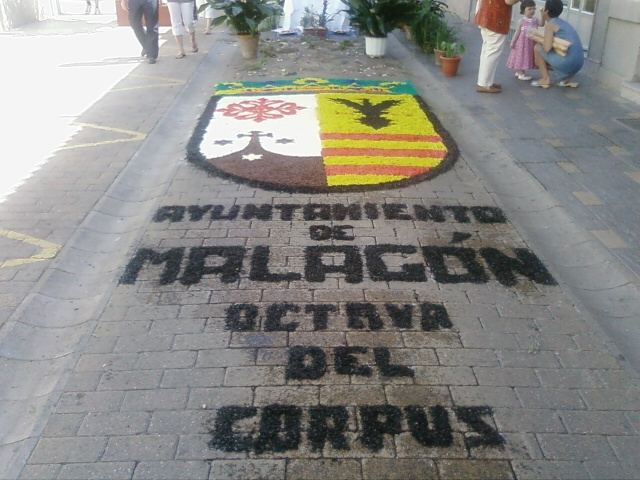
Alfombra en el Corpus Christi de 2009

No abundan, sino todo lo contrario, los poblados neolíticos al aire libre, y de hecho no encontramos asentamientos en zonas del interior de la península hasta muy avanzados el IV milenio. El hecho de que sea el hábitat en cueva el patrón de asentamiento típico podría explicar la ausencia de yacimientos neolíticos en las tierras del interior mesetario. 
En el término municipal de Malagón, se han identificado varios yacimientos que podrían ser neolíticos; este es el caso de la Raña del Moro II y III, ambos sobre la terraza del actual río Bañuelos.
Por lo que respecta al Calcolítico, los inicios se sitúan en otras áreas de la Península en torno a la mitad del III milenio, y su aparente generalización se producirá con la denominada cultura del Vaso Campaniforme.
La primera característica que tenemos que atribuir a este periodo es que hay que entenderlo como un periodo de evolución respecto al Neolítico y no de ruptura.
Frente a la riqueza de hallazgos campaniformes en la cercana área toledana, en nuestra zona de estudio los primeros grupos metalúrgicos están mal documentados aunque, gracias a trabajos de prospección recientes, se han detectado un elevado número de yacimientos situados en las comarcas de La Mancha, Campo de Calatrava, Campo de Montiel y Montes de Toledo, que en un primer momento y hasta que se proceda a su excavación se han atribuido al Calcolítico.
Con esta cuestión, lo que queremos resaltar, es la dificultad a la hora de establecer unos patrones de asentamiento claros, no solamente para el periodo Calcolítico, sino para todo ese lapso temporal que va desde el Neolítico hasta la Edad del Bronce, aunque a priori, los asentamientos en este periodo, se van a caracterizar por ser en fosos o silos (lo que se conoce como fondos de cabaña), que será una constante hasta la generalización de las construcciones en piedra, cambio este último que aparece a c. 3.000 B.C., en el ámbito cultural de Los Millares, pero que se generalizará y se desarrollará plenamente a partir del Campaniforme-Bronce, como en los ámbitos culturales de El Argar y su periférica (Bronce Valencia y Bronce Manchego o de las Motillas.) 
Para el caso de Malagón, se tienen noticias de un enterramiento en el Abrigo del Puerto de los Franceses, que no se llegó a localizar y del que existen materiales depositados en el Museo Provincial de Ciudad Real.
Será a partir del estudio de la Edad del Bronce en La Mancha, llevado a cabo por diferentes grupos de investigación, cuando se incrementan los trabajos sobre el poblamiento prehistórico en la provincia, cuya característica más importante en que podemos diferenciar 3 facies: 
Motillas.- Se localizan en zonas pantanosas, en los valles de los ríos y dentro de los ríos, formando islas. En la actualidad se conocen más de una veintena de motillas que se extienden en una amplia zona que va desde Argamasilla de Alba al este, hasta las líneas de Carrión de Calatrava-Malagón en su extremo occidental; hacia el sur se extiende hasta el Campo de Calatrava y hacia el norte está limitando por la estribaciones de los Montes de Toledo. 
Poblados en altura, cerros o castellanes.- Son yacimientos emplazados en cerros altos y escarpados, en áreas que permiten el control de los pasos naturales y zonas en llano.
Poblados en llano.- Son yacimientos que no han sido tan estudiados como los dos casos anteriores, pero que a raíz de unas prospecciones más intensivas está aumentando el número de estos yacimientos, donde se puede inducir una localización en fondos de valles, cercanos a arroyos subsidiarios de los afluentes del Guadiana y en zonas endorreicas.
En Malagón, existe un acusado poblamiento en época del Bronce, donde nos encontramos con una serie de yacimientos en altura como es el caso de El Moledero, El Fraile y la Monja, El Castillejo, Morrilla de la Nava... cuya característica común es que son pequeños establecimientos con un marcado carácter defensivo (presencia de morras y líneas de murallas). Estos yacimientos se encuentran localizados en una situación estratégica, porque desde ellos se tiene un amplio control visual, tanto a zona llana, como de los pasos naturales. 
Pero sin duda, el yacimiento más significativo correspondiente a este periodo es la Plaza de los Moros, en el que se ha encontrado materiales cerámicos de la Edad del Bronce, Hierro y Medieval.
A partir del Bronce Final cabe señalar en la Meseta dos grandes etapas culturales: la Edad del Hierro I, período de transición con diversas influencias que cristaliza en diversas formaciones étnicas, y la Edad del Hierro II, en que se produce la iberización de las etnias ya formadas y el posterior proceso de romanización. 
De la época ibérica, en Malagón, se tienen evidencias arqueológicas de un asentamiento, ya desaparecido, que se ubicó en el cerro amesetado del Castillo de Malagón.

### Romanos y visigodos

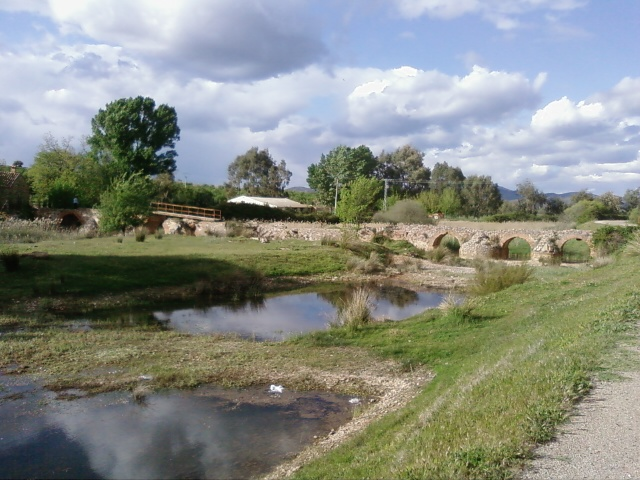
Puente romano del Molino Carrillo

Con la introducción del Mundo Romano en la península ibérica, se van a producir una serie de cambios políticos, económicos, sociales, religiosos culturales..., que se va a plasmar en el proceso de romanización. Proceso que debe haber penetrado por rutas, ya sean naturales o trazadas por el hombre, a través de las cuales han circulado las ideas y productos que han condicionado la definición de la cultura romana.
Los estudios de la red viaria de época romana en la actual provincia de Ciudad Real se remontan a finales del siglo XIX, gracias a autores como Coello, Blázquez, Hervás y Buendía, pero será a partir de 1969, fecha en que Corchado Soriano realiza una síntesis sobre la red viaria romana entre el Tajo y el Guadalquivir. Pero será la aportación de las fuentes clásicas como los Vasos de Vicarello, el Anónimo de Rávena y, sobre todo, el Itinerario de Antonino. Según estas fuentes clásicas destacaría la vía 29 del itinerario de Antonino –Per Lusitaniam ad Emerita Caesaraugustam- que cruzaba la provincia de este a oeste, desde Laminio, hasta Sisapo, pasando por Carcuvium, Ad Turres y Mariana. Otra de las vías mencionadas por las fuentes clásicas es la vía 30 del Itinerario de Antonio –Item a Laminio Toletum-, que uniría Laminio con Toletum y que en gran medida coincidiría con la vía de Complutum a Castulo descrita en el Anónimo de Rávena. 
En estas fuentes escritas romanas, no se hace referencia al paso de vías por Malagón, a pesar de ello, hay investigadores como Corchado Soriano que hablan de una vía de Toledo a Córdoba, que pasaría por Malagón.
Pero de lo que se tiene referencias escritas es de la posible existencia de una necrópolis romana en la población, este es el caso de las Relaciones de Felipe II, que hablan de un elemento funerario encontrado en una carnicería. Al margen de los restos funerarios, no se dispone de más evidencias salvo las fuentes arqueológicas, que nos demuestren la presencia romana en este término en lugares como la Solana o la Tejera. Además, en la aldea del Cristo del Espíritu Santo, hay evidencias de restos romanos o tardorromanos, como es el caso de un tambor de columna que hay junto a la ermita y un ara sillar de piedra de arenisca empotrado en una esquina de la ermita con inscripción. 
La presencia de este monumento religioso junto a otros restos, pueden indicar la existencia en la ermita y sus inmediaciones de restos romanos, que pueden haberse reutilizado para la construcción del templo cristiano a partir del siglo XVI.
Durante la etapa bajoimperial, estas tierras, al igual que el conjunto de Hispania, se encontraban padeciendo las secuelas de la crisis que afectó al Imperio romano de Occidente en el siglo III. Ello desembocó en un paulatino declive demográfico y económico de la vida urbana –con el empobrecimiento de sus grupos sociales- y de una gradual concentración de la población en el campo. De esta manera, las villae adquirieron una gran importancia para el desarrollo del poblamiento de la zona en todo este periodo, marcando un importante carácter rural. 
Desde época Bajo Imperial, hasta la Batalla de las Navas de Tolosa, encontramos en el actual territorio manchego una situación poco estable debido a la situación de la provincia como límite o frontera de dos mundos diferenciados: por un lado el reino de Toledo, el cual va a estar definido desde época visigoda; y por otro lado la región andaluza. Por tanto, estamos ante unos siglos con un marcado carácter militar, lo que provoca una situación insegura, donde no existe un mundo urbano definido y donde las relaciones económicas, sociales, culturas, son tan endebles, que no son capaz de asentarse y de crear una entidad propia.
Con el asentamiento visigodo, la situación de la zona debió de cambiar en cierta medida, aunque siempre tenemos que tener en cuenta que más que un elemento revolucionario, el mundo visigodo, sería más una continuidad de la época Bajo Imperial. 
Los cierto, es que tenemos que tener presente que el poblamiento visigodo en Hispania afectaría a la Meseta Norte en su mayoría, mientras que en la actual región de Castilla-La Mancha, este afectó sobre todo a la Celtiberia y la Carpetania, y en menor medida a la Oretania. Este hecho, no quiere decir que la actual provincia de Ciudad Real, no se viera influida por dicho régimen político, con todas las implicaciones que ello conlleva. Lo cierto, es que contamos con escasos testimonios literarios para su conocimiento en nuestra zona, pero en los últimos años se han desarrollado una serie de excavaciones arqueológicas, Oreto, Alhambra... y sobre todo en Malagón. 
En Malagón, más concretamente, en el Cristo del Espíritu Santo, se realizaron varias intervenciones de urgencia entre 1990 y 1993, donde se documentaron 76 sepulturas y restos de una Basílica y otras construcciones. Además, se tienen noticias de que han aparecido más tumbas en torno a la ermita, en el patio y detrás, en una zona casi totalmente urbanizada. 
También aparecieron tumbas en el casco urbano de Malagón en la C/Real 45, al vaciar el terreno para construir una galería comercial. Otro núcleo importante sería la finca la Solana conocida como Malagón Viejo, donde al parecer aparecieron varios enterramientos.

### La dominación musulmana
Con la llegada y establecimiento de los musulmanes, a partir del siglo VIII, la mayor parte del actual territorio castellano-manchego constituyó la denominada Frontera o Marca Media, que no configuraba un espacio administrativo unitario, sino que estaba constituido por diferentes distritos de límites muy variables.
La configuración espacial de la Marca Media puede considerarse que fue su condición de frontera y el tratarse de una zona de paso, factores que incidieron de una manera muy directa en la dispersión de su poblamiento, en la vertebración de las vías de comunicación y en la organización de su sistema defensivo.
La situación con la que se encontraron los musulmanes, era el de territorio muy ruralizado, de ahí que en este territorio no hubiera grandes ciudades, sino urbes medianas y pequeñas, muy vinculadas al entorno rural y enclavadas a lo largo de las más importantes vías de comunicación o formando parte del sistema defensivo, por lo que siempre tuvieron un acusado carácter militar. Ello supuso que durante gran parte de los siglos VIII y IX, la vida urbana no debió de tener ninguna incidencia en estas tierras. Fue en los años finales del siglo IX, durante el Emirato de Córdoba, cuando se produjo una intensificación del fenómeno urbano, consolidando algunas de las antiguas ciudades y creando otras nuevas, por necesidades y conveniencias estratégicas o económicas. La ciudad se convirtió así en un elemento fundamental en la vertebración y control del espacio. 
Entre las antiguas ciudades que recuperaron su actividad en estas tierras solo se pueden señalar los casos de Toledo y de Talavera. Todas las demás prácticamente desaparecieron, siendo sustituidas por otros enclaves que habían surgido en sus inmediaciones. Se produjo así una alteración en la dispersión poblacional, con el traslado a estos de los habitantes de aquellas, provocando su paulatino abandono. 
Este mismo proceso, lento pero, al final, efectivo, influyó en el declive de Oreto, cuyo estatus privilegiado en época visigoda va a ser sustituida por el aumento de la importancia como centro urbano de Calatrava la Vieja, provocando toda una redistribución poblacional alrededor de este enclave, el cual, influiría directamente sobre el actual límite de Malagón.
Tras la creación de la Taifa de Toledo en 1031, pero sobre todo a raíz de la caída de la ciudad en manos de Alfonso VI en 1085 hasta la victoria cristiana de las Navas de Tolosa en 1212, el territorio se encuentra sometido a constantes enfrentamientos entre grupos cristianos contra contingentes Almorávides y Almohades.
Esta situación provocó que Calatrava La Vieja tuvieran una gran importancia en el desarrollo del poblamiento y la ocupación del espacio, y se convirtió en el centro estratégico-militar de la Marca Media, sobre todo a raíz de la llegada de los almorávides que frenó el impulso cristiano y aseguró este territorio para el Islam, convirtiéndose Calatrava en el centro de operaciones para atacar Toledo. 
La batalla de Navas de Tolosa, marca un vértice en la evolución histórica de la zona, porque es la primera vez, desde la crisis del mundo romano en el siglo III, donde se empieza a dar una estabilidad tanto política y religiosa de la actual provincia de Ciudad Real.

### Edad Media
A partir de esta fecha, la mayor preocupación va a ser dar un nuevo impulso a la repoblación de la zona, para contrarrestar el grave retroceso económico y demográfico sufrido como consecuencia de los enfrentamientos y destrucciones habidos en múltiples lugares durante la conquista cristiana, quedando como extensos pastizales semidesérticos, en los que la escasa población se concentraba primero al pie de los castillos o en las pocas ciudades fortificadas existentes junto a las cañadas y vías de comunicación.
En líneas generales, el proceso de repoblación se caracterizó por la pervivencia de los núcleos de población existentes en la época musulmana con una fuerte impronta militar que permaneció articulado en torno a fortalezas como Malagón, Piedrabuena, Alarcos o Caracuel. A esto, hay que añadir, la ampliación de la red de fortalezas después de la conquista cristiana, por medio de la construcción de otras nuevas más sólidas, así como por la ampliación de una red secundaria de torres y atalayas. Se formó así una no muy tupida red de concejos con extensos alfoces, como Villa Real que, junto a los grandes dominios de las órdenes militares, trataron de organizar la red de poblamiento de orden secundario e impulsar la aparición de villas y aldeas. 
En todo este contexto histórico hay que relacionar el posible origen del actual núcleo de Malagón. En primer lugar, tras la batalla de Las Navas de Tolosa, Calatrava la Vieja no se pudo recuperar como núcleo poblado tras la capitulación y la cabecera de la Orden tuvo que trasladarse a Calatrava la Nueva en 1217. Esto provocó que Calatrava La Vieja ya no fuera centro político, configurándose Malagón como un cruce de Caminos Reales con dos de sus trayectorias, la de Toledo a Córdoba que pasa por el mismo pueblo en su tramo de Malagón-Fernán Caballero-Peralvillo-Pozuelo de Don Gil, y la desviación hacia Granada que discurre por el extremo oriental para cruzar el Guadiana por el puente de Malvecinos y continuar hacia Carrión. 
La Encomienda de Malagón tuvo por núcleo originario el castillo de este nombre. Alfonso VIII en el año 1180 donó la mitad del castillo a la Orden de Calatrava y esta adquirió la otra mitad el año 1188 por 400 maravedíes. La Encomienda de Malagón destacó en el Campo de Calatrava por sus pastos, que ocuparon 39 528 hectáreas en el conjunto de sus dehesas. 
Coincidiendo con la Reconquista de la zona, el Castillo de Malagón albergó a los Reyes Alfonso VII y Alfonso VIII con ocasión de la firma de dos Reales Cédulas para la repoblación del territorio y a Juan II de Castilla.

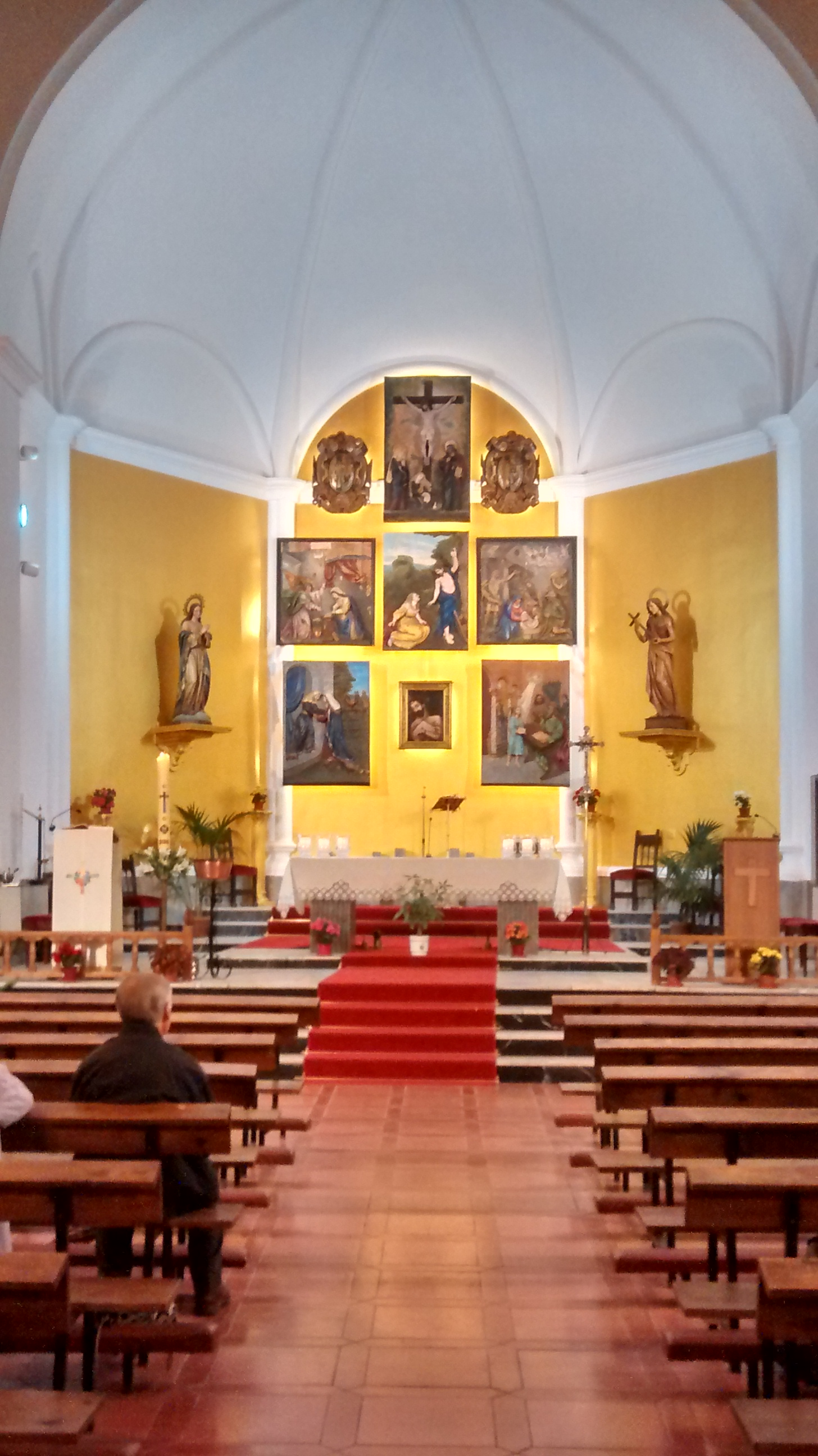
Interior de la parroquia de Santa María Magdalena

### Edades Moderna y Contemporánea
La Encomienda sería desmembrada de la Orden de Calatrava el 17 de noviembre de 1547, pasando a territorio de realengo por un espacio efímero de tiempo hasta que fue vendida por el príncipe Felipe, en nombre de Carlos V, el 14 de enero de 1548 a Antonio Ares Pardo, Mariscal de Castilla, por un coste de 55 696 maravedíes. 
Convertida la Encomienda de Malagón con todos sus términos en Señorío, con todos los derechos y obligaciones que tuviera la Orden de Calatrava, Antonio Ares Pardo, que incluye además de Malagón y sus lugares, Fuente el Fresno, Los Cortijos, y Porzuna.
El señor de Malagón adquirió la jurisdicción civil y criminal, ejerciendo el derecho de patronazgo sobre la Iglesia. 
El primer señor de Malagón incluyó este señorío en el mayorazgo que fundó el 9 de enero de 1561. Arias Pardo falleció en la ciudad de Toledo el 13 de enero de 1561, sucediéndole en el mayorazgo su primogénito, Juan Pardo de Tavera (1550 – 1571), que murió con 21 años sin tomar estado y sin descendencia el 22/X/1571.
De esta manera recayeron los estados en Guiomar Pardo Tavera, hermana del último titular, como III señora de Malagón y Paracuellos. En ese tiempo quedó agregada a sus dominios Fernán Caballero, desmembrándose de la Encomienda de Carrión de la orden de Calatrava; tomó posesión de la villa el 16 de diciembre de 1577, siendo I señora de ese lugar. Guiomar contrajo un primer matrimonio con Juan de Zúñiga Requesséns, muerto en 1577, hijo de Luis de Requesséns y Zúñiga, comendador mayor de Castilla de la orden de Santiago, XII gobernador de Milán, VI gobernador de los Países Bajos y del Franco Condado, lugarteniente en la flota castellana de don Juan de Austria en la batalla de Lepanto; en 1578 contrajo un segundo matrimonio con Juan Enríquez de Guzmán, de la casa de los conde de Alba de Liste. En este tiempo el señorío de Malagón de elevó a marquesado, quedando anejos al mismo los señoríos de Paracuellos y Fernán Caballero. Doña Guiomar Pardo Tavera contrajo un tercer matrimonio en 1606 con Duarte de Portugal, I marqués de Frechilla y Villarramiel, Grande de Castilla ad personam. No tuvo descendencia en ninguno de sus matrimonios.
Felipe III elevó a rango de Marquesado al conceder a doña Guiomar, representada por su segundo marido conjuntamente jure uxoris al matrimonio el título de Marqueses de Malagón (real cédula fechada en Denia, Valencia, el 16 de febrero de 1599). 
Guiomar Pardo-Tavera murió la noche del 8 (o madrugada) del 9 de diciembre de 1620, sin poder precisar con exactitud la hora del fallecimiento. 
En el trabajo de Fernando Bouza En la corte y en la aldea de D. Duarte de Braganza. Libros y pinturas del Marqués de Frechilla y Malagón se puede leer: 
En la villa de Madrid miércoles a las seis de la mañana poco más o menos del mes de diciembre nueve días del mes de diciembre año de mil y seiscientos y veynte ante el señor licenciado Sánchez de León, teniendo de corregidores desta villa el señor don Duarte, Marqués de Frechilla y Malagón, dixo que la señora doña Guiomar Pardo, su mujer, Marquesa de Malagón y Frechilla a muerto esta mañana y por su testamento cerrado que sea a abierto por auto del dicho señor teniente le dexó por su testamentario y le hiço las manda que en él se hace mención y para que en todo tiempo conste los bienes libres de que pudo testar y al dicho señor don Duarte se haga pago de todo lo que le toca pidió al dicho señor teniente mande se haga ynventario de los dichos bienes y de ellos mande pagar y entregar, pague y entregue al dicho señor don Duarte todo lo que ansí a de haver por el dicho testamento y otras escrituras que protesta presentar y pidió justicia y lo firmó. Don Duarte (rubricado).
También en Gaçeta y nuevas de la Corte de España desde el año 1600 en adelante, texto en el que mes a mes se especifican, por días, los detalles relevantes de la Corte puede leerse, al llegar al mes de diciembre de 1620: 
- A los 8 (día del mes), murió mi señora la Marquesa de Malagón, mujer de Don Duarte de Portugal; por cuya muerte heredó el conde de Villalonso treinta y ocho mil ducados de renta, y Don Duarte su marido le mandó cinco mil ducados de rente (renta) y otras cosas. Hiço también mi señora la Marquesa algunas mandas quantiosas a señoras de Título.
Y unas líneas más adelante, en el mismo folio y correspondiendo al mismo mes, se puede leer: 
- A los 23 (día del mes), se casó en Palacio el nuevo Marqués de Malagón, con hija del conde de Santisteban, Dama de la Princesa de Nuestra Señora.
De todo ello se concluye que el cambio de titularidad del marquesado fue inmediata sin pleito sucesorio alguno, viniendo a recaer este junto a sus señoríos anexos de Fernán Caballero y Paracuellos de Jarama en el II conde de Villalonso, Diego Ulloa Sarmiento III, descendiente de una tía carnal de doña Guiomar, hermana de su padre Ares Pardo-Tavera de Saavedra, I señor de Malagón, llamada también Guiomar Pardo. 
Así, en el primer cuarto del siglo XVIII, los dominios de la Casa de Malagón, cayeron en la de Santisteban del Puerto y con el hijo y sucesor de Joaquina María de Benavides y Pacheco, IX marquesa de Malagón, pasó a la casa de Medinaceli por estar casada con Luis María Fernández de Córdoba IV y XIII duque de Medinaceli. La extensión superficial del Marquesado se aproximó a los 891,95 km², sin contar con Fernán Caballero y Paracuellos de Jarama. 
En el siglo XIX, la historia de Malagón viene marcada por las dificultades del mundo agrario de su entorno. El comienzo de este siglo supone la incorporación del marquesado de Malagón a la casa de Medinaceli. Durante este siglo, Malagón no estará al margen de los acontecimientos nacionales, así participará en la Guerra de la Independencia Española y en las Guerras Carlistas. 
Las tres cuartas partes del siglo serán de estancamiento económico, con periodos de crisis. Así, a mediados del siglo XIX, Malagón sigue siendo un pueblo principalmente rural, con una agricultura de secano en la que predominaban los cereales, siendo una zona de ganadería y de caza.

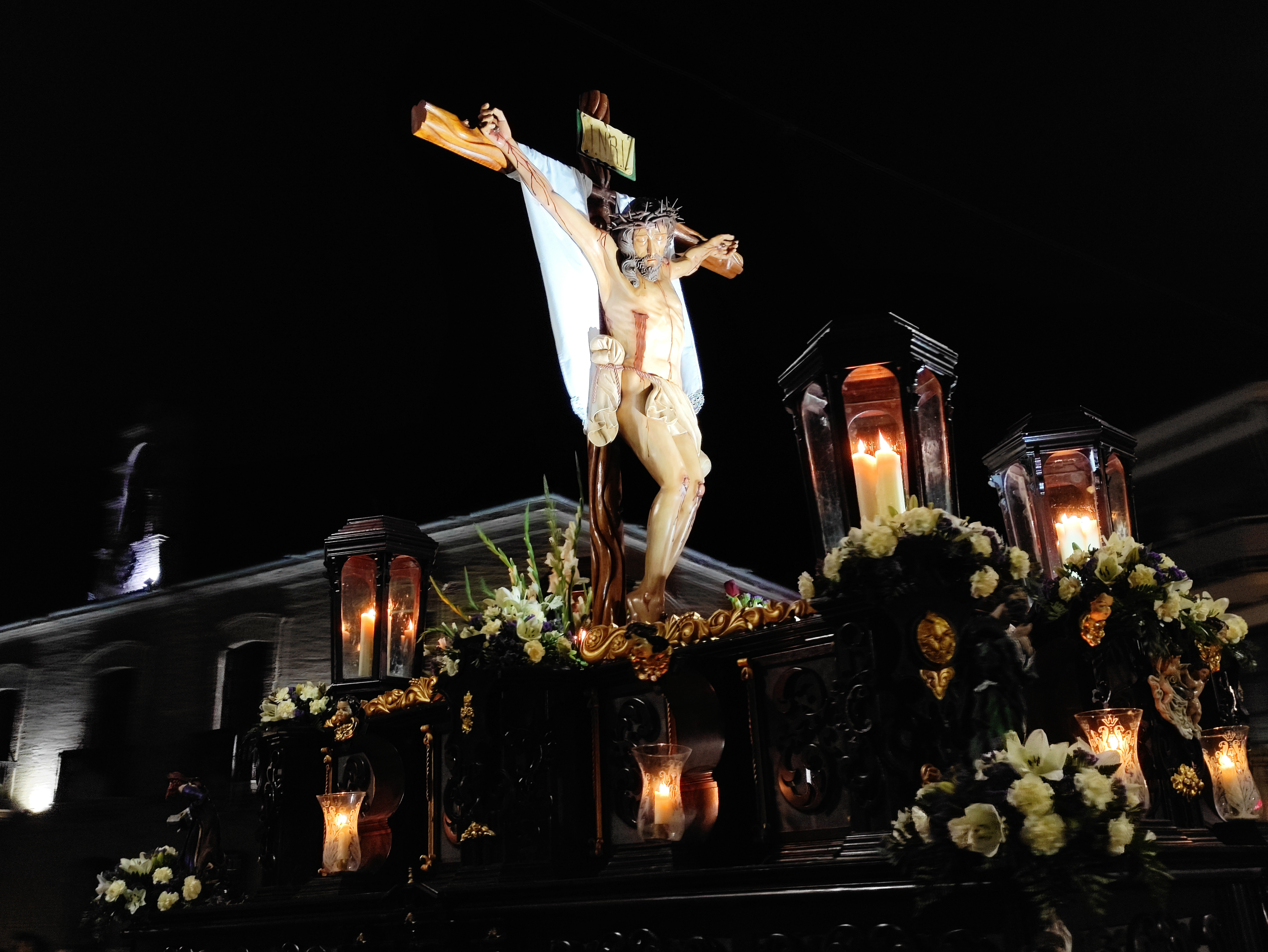
Procesión de Semana Santa con la imagen del Cristo crucificado

La industria era inexistente, tan solo se elaboraba el aceite, el vino y el pan. A todo ello había que sumarle que la apertura del paso de Despeñaperros en el siglo XVIII le había restado tráfico de viajeros y mercancías al antiguo Camino Real de Toledo a Córdoba por el valle de Alcudia, también citado como Camino Real de la Plata, lo que produce confusión con la Vía de la Plata antigua calzada romana que atravesaba de sur a norte parte del oeste de Hispania, desde Augusta Emerita (Mérida) hasta Asturica Augusta (Astorga). 
El inicio del Nuevo Régimen viene marcado por diferentes cambios y sucesos. Entre ellos están las desamortizaciones, la de 1855, a diferencia del resto de la provincia de Ciudad Real, no afectó mucho a Malagón y tan solo fueron desamortizadas 263 hectáreas al Convento de San José.
A mediados del siglo XIX, la villa tenía contabilizada una población de 3710 habitantes. Aparece descrita en el undécimo volumen del Diccionario geográfico-estadístico-histórico de España y sus posesiones de Ultramar de Pascual Madoz de la siguiente manera:

MALAGON: v. con ayunt. en la prov. de Ciudad-Real (4 leguas), part. jud. de Piedrabuena (6), aud. terr. de Albacete (28), dióc. de Toledo (14), c. g. de Castilla la Nueva (Madrid 24): sit. sobre una media ladera en dirección de O. á E., es de clima templado, reinan los vientos N. y S., y se padecen tercianas: tiene 430 casas de tierra en lo general, en 16 calles una plaza empedrada, casa de ayunt., cárcel, un cast. ant., escuela dotada con 2.200 rs. de los fondos públicos, á la que asisten 50 niños, otra privada, frecuentada por igual número; 2 de niñas igualmente particulares en las que se educan de 20 á 30 en cada una; un conv. de monjas Carmelitas descalzas; igl. parr. dedicada á Sta. Maria Magdalena, con curato de segundo ascenso y de patronato del Sr. duque de Medinaceli; 3 ermitas tituladas de San José, San Antonio de Padua y San Anton; en los afueras el conv. que fué de San Pedro Alcántara, reducido á tierra de labor, y el cementerio. Se surte de aguas potables en fuentes y pozos de superior calidad y algunas ferruginosas. Confina el térm. por N. con el de Fuente del Fresno; E. Villarrubia y Daimiel; S. Fernan-caballero; O. Porzuna, estendiéndose 1 1/2 leg. de N. á S., 6 1/2 de E. á O. y comprende los cas. de Fuencaliente, Cristo del Espiritu-Santo, Peralosas, Sotillo, Humilladero, Fuenlengua, varias alamedas naturales, otras de frutales, mucho monte de robles, fresnos, quejigos, encinas, acebuches madroñeras, lentizcos, retamas y otras malezas, y buenos prados naturales de trebolillo, garbancillo y otras yerbas comunes: en el puntal de la sierra llamada Plaza de Moros, se dice existió una pobl. con el nombre del Sol, y á 2 leg. al O. se halla la ermita del Espíritu-Santo: le bañan 6 arroyos, que son: Cambrón, que nace en las sierras de Villarrubia y Consuegra, su curso de E. á O.; Laguna, en el charco llamado de la Sal, 1/4 leg. de la v. y corre de N. á S., con 1 puente; Bañuelo, en dirección de N. á S., con otro puente; Vecea de O. a E.; Valle de los molinos de N. á S.; Priédala, al mismo aire, todos insignificantes: el terreno es áspero, de sierras, con alguna parte de regadío: los caminos, vecinales, y malos con 3 ventas en el que dirige á Yébenes: el correo se recibe en Ciudad-Real por balijero tres veces á la semana. prod.: trigo, cebada, centeno, garbanzos, panizo, patatas, aceite y vino; se mantiene ganado cabrío, lanar y vacuno, y se cria abundante caza de todas clases y pesca de carpas y cachuelos. ind. y comercio, 6 molinos de aceite, 2 harineros; 12 tiendas de mercería y ropas. pobl. 742 vec., 3,710 alm. cap. imp. 825,000 reales: contr. con inclusión de culto y clero 80,096 21. presupuesto municipal 25,000 del que se pagan 3,651 al secretario por su dotacion y se cubre por repartimienlo vecinal.
Es pobl. antigua, en terreno oretano: en ella se encontró una memoria erigida á P. Cornelio, natural de Larcuris, ó Alarcoz. Cerca de Malagon fué derrotado por los moros el conde D. Enrique, yerno del rey D. Alfonso sobre los años de 1100. La vanguardia del ejército de los reyes de Castilla y Aragón, al mando de D. Pedro Lopez de Haro, tomó por asalto á Malagon y pasó á cuchillo á sus mahometanos, año 1212. En esta pobl. fué asesinado el ministro de Hacienda de Carlos IV D. Miguel Cayetano Soler, al pasar por ella arrestado, año 1808.
(Madoz, 1848, p. 109)

El último cuarto del siglo XIX supuso el renacer de Malagón. La llegada del ferrocarril —con la inauguración de la línea Madrid-Ciudad Real— fue el factor fundamental de esta recuperación. Malagón contará con una vía rápida para sus productos agrícolas e industriales. Durante el siglo XIX, Malagón creció desde el punto de vista demográfico, así su población pasó de 2740 habitantes en 1787 a 5012 en 1900. Ya en el siglo XX, con el ferrocarril llegaron las primeras pequeñas industrias.
En cuanto al marquesado de Malagón, este vende sus olivares, viñas y fincas urbanas de Malagón y en 1906 vende a Servilio Martín Toledano los “montes y terrenos” o Estados de Malagón”, título nominal sin efectividad posesoria; con estas ventas dejan de tener posesiones en el municipio los marqueses de Malagón. 
Durante la Guerra Civil Malagón quedó dentro de la zona republicana; así, en el transcurso de la guerra se agudizó la crisis económica, política y social de Malagón, en consonancia con la grave situación de España. Terminado el conflicto, se instaló en la localidad un campo de concentración franquista a cargo del Cuerpo de Ejército del Maestrazgo, que contaba con su propio Tribunal de Clasificación de prisioneros republicanos y dependía de un campo principal situado en Ciudad Real.
Con el fin de la guerra y durante la dictadura franquista, los años 1940 supusieron un período de penuria económica. La recuperación de la actividad agraria y el estraperlo fueron las principales fuentes de ingresos. Con los años 1950 y 1960 se produjo una recuperación económica, aumentó la producción agraria y también aparecieron nuevas industrias.
Entre 1930 y 1960 se produjo un aumento demográfico que hizo que se pasaran de 8741 habitantes a 11 208; esto provocó una emigración a zonas industriales como Madrid o Cataluña que provocó que en 1981 Malagón contara con tan solo 7935 habitantes. Esta década de 1980 también supuso el abandono de la huerta de Malagón y el paso al cultivo de secano, la agricultura entra en crisis y el sector agrario sufre un descenso en la actividad. Por el contrario, el sector comercial y de servicios ha sido el más beneficiado y es el que, hoy en día, cuenta con un mayor porcentaje de población activa, por encima del sector agrario. En los años 1990 desapareció la antigua estación de ferrocarril.
El 27 de enero de 1959 se expidió carta de sucesión en el título a favor de Victoria Eugenia Fernández de Córdoba, como XIII titular del marquesado, que utilizó como título principal el de XVIII duquesa de Medinaceli G.E.P.C. El 8 de marzo de 2018, se expidió real carta de sucesión en el marquesado de Malagón a favor de Victoria Elisabeth von Hohenlohe-Langenburg y Schmidt-Polex, como su XIV titular, bisnieta de la anterior.
Actualmente, Malagón cuenta con 8200 habitantes, y se encuentra inmerso en un proceso de expansión urbanístico, debido a la cercanía a Ciudad Real y por situarse en un nexo de comunicaciones entre el Norte y el Sur (Toledo-Ciudad Real) y Este-Oeste (La Mancha- Montes de Toledo).

## Demografía
Malagón cuenta con una población de 7754 habitantes (INE 2024).
| Gráfica de evolución demográfica de Malagón entre 1842 y 2021                                                       |
| |
| Población de derecho según los censos de población del INE Población de hecho según los censos de población del INE |

| 2292                      | 4092 | 4862 | 4902 | 4890 | 5806 | 6956 | 8734 | 10 032 | 11 195 | 11 440 | 9055 | 7965 | 7888 | 8059 | 8059 | 7955 | 8037 | 8015 | 8009 | 7964 | 8021 | 8135 | 8124 | 8702 | 8756 | 8731 | 8734 | 8734 | 8556 | 8443 | 8280 | 8153 | 8108 | 8129 | 7998 |
| (Fuente: INE [Consultar]) |      |      |      |      |      |      |      |        |        |        |      |      |      |      |      |      |      |      |      |      |      |      |      |      |      |      |      |      |      |      |      |      |      |      |      |

## Economía

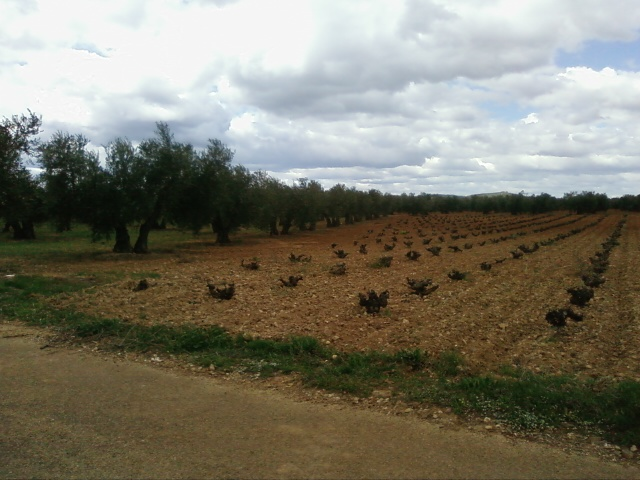
Vides y olivos en los campos de Malagón

Malagón tiene una economía básicamente agrícola, con viñedos y olivos. Destaca su industria quesera y vinícola.
También dispone de un nuevo polígono industrial, en el cual se han asentado numerosas nuevas y antiguas empresas. Aunque actualmente el polígono dispone de bastantes empresas, sigue teniendo la posibilidad de crecer; puesto que aún dispone de espacio libre suficiente para la construcción de nuevos y amplios espacios industriales.

## Administración y política

### Alcaldes

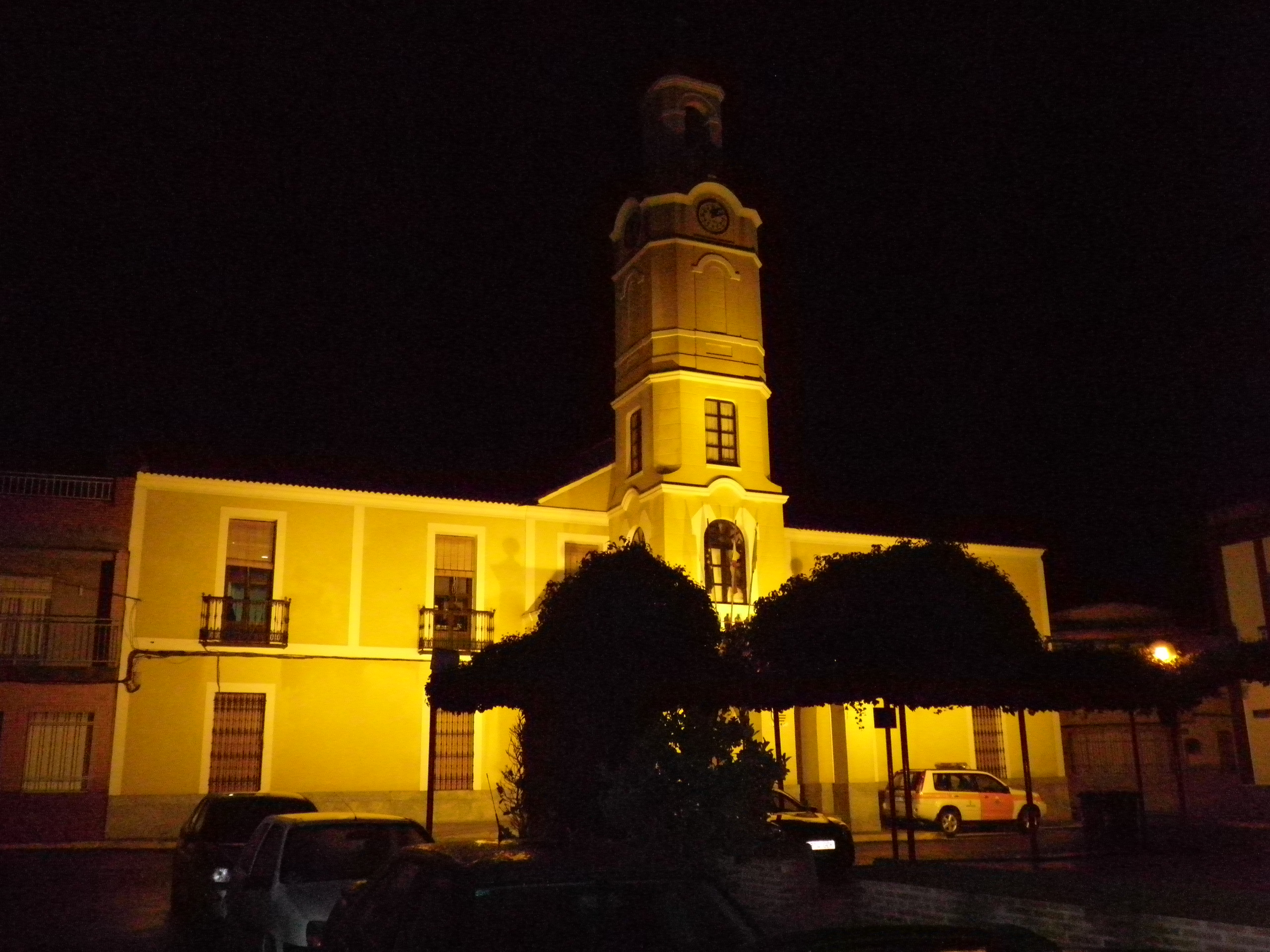
Plaza del Ayuntamiento

#### Durante comienzos delsigloXX
- José Manuel Díaz Sobrino (1901-1906)
- Serafín Salcedo García (1906-1907)
- Polonio Díaz Sobrino (1907-1910)
- Victoriano Salcedo Solera (1910-1912)
- Ángel Palomino Muñoz (1912-1914)
- Pedro Toribio Rodríguez-Rey (1914-1916)
- Vicente Cañadillas Rivas (1916-1920)
- Agapito Balmaseda López (1920-1923)
- Nicomedes López Ruiz (1923-1924)
- Luciano Herrea Carrasco (1924-1926)
- Nicomedes López Ruiz (1926-1927)
- Leopoldo Yanguas Martín-Toledano (1927-1930)
- Abdón Ferrer Romero (1930-1931)
- Genaro Ferrero Mayo (1931)
- Julián Ruiz-Moyano Flores (1931)

#### Durante la Segunda República española
- Manuel Cruz Donaire (1931-1934)
- Ángel García del Castillo Sánchez (1934-1935)
- Severiano Tapiador Corrales (1935-1936)
- Eloy Fernández Mercader (1936)
- Andrés Julio de la Cruz Ruiz (1936-1937)

#### Durante la dictadura de Francisco Franco
- Cristino de la Cruz Domínguez (1937-1943)
- Antonio Barroso Rodríguez (1943-1947)
- Maximiliano Hernández Pérez (1947-1952)
- Julián Simancas Cazalla (1952-1957)
- Ceferino Morales Hurtado (1957-1963)
- Francisco Tapiador Gamero (1963-1967)
- Isabelo Díaz-Toledo García (1967-1971)
- Felipe Barroso Salcedo (1971-1972)
- José Bernal Alcarazo (1972)
- José Merino Santos (1972-1976)
- Antonio Díaz Rodríguez (1976-1977)
- Domingo Huertas del Álamo (1977-1979)

#### Desde la Constitución Española de 1978
| Periodo   | Nombre                                                                    | Partido          |
| --------- | ------------------------------------------------------------------------- | ---------------- |
| 1979-1983 | Ángel Simancas García del Castillo                                        | UCD              |
| 1983-1987 | Concepción Balmaseda Tapiador                                             | UCD              |
| 1987-1991 | Saturnino Palomares                                                       | PSOE             |
| 1991-1995 | José Alberto Martín-Toledano Suárez                                       | PP               |
| 1995-1999 | José Alberto Martín-Toledano Suárez                                       | PP               |
| 1999-2003 | José Alberto Martín-Toledano Suárez                                       | PP               |
| 2003-2007 | Antonio Maeso Toribio                                                     | PSOE             |
| 2007-2011 | Antonio Maeso Toribio                                                     | PSOE             |
| 2011-2015 | Adrián Fernández Herguido                                                 | PP               |
| 2015-2019 | Adrián Fernández Herguido                                                 | PP               |
| 2019-2023 | Adrián Fernández Herguido                                                 | PP               |
| 2023-act. | Luis Carlos Segura Fernández (2023-25) Adrián Fernández Herguido (2025- ) | Somos Malagón PP |

## Monumentos y lugares de interés

### Convento de San José
El Retablo Mayor de la Iglesia del Monasterio de San José de Malagón es obra del escultor Narciso Tomé, según los investigadores Nicolau Castro y Díaz, quienes lo atribuyen al gran autor barroco. 

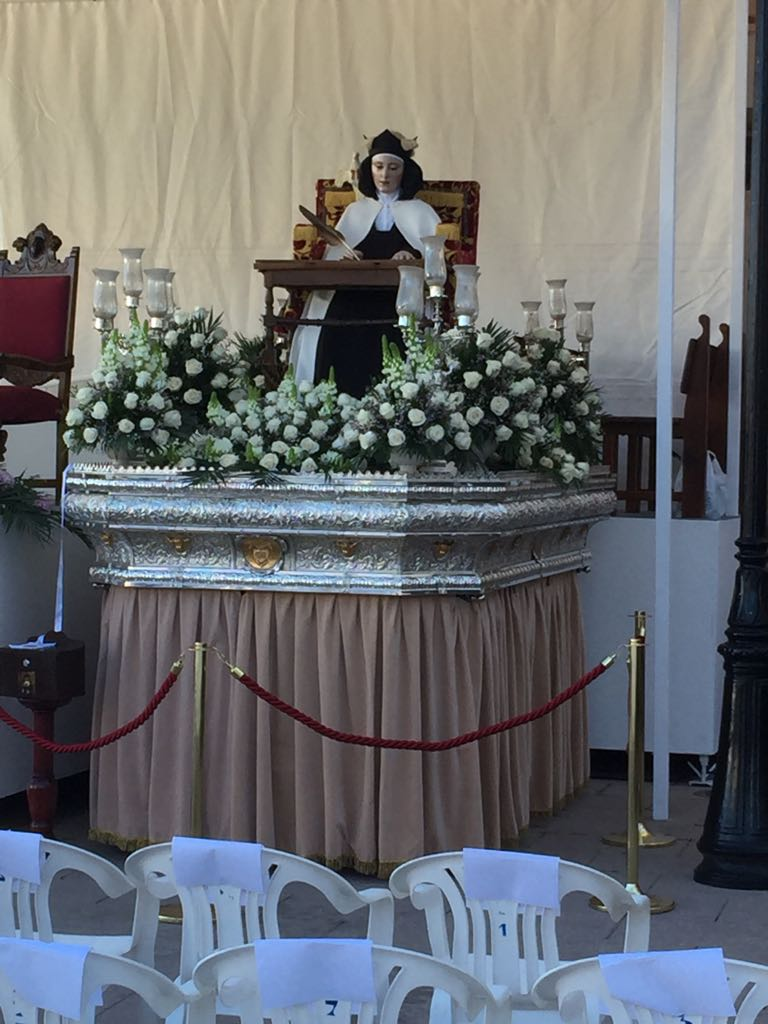
Escultura de Santa Teresa de Jesús sentada, de 1732, del convento de San José

Una de las fundaciones de Santa Teresa de Jesús se encuentra en Malagón, el Convento de San José. Se trata de la tercera fundación de la Santa y la único convento concebido desde su construcción por Santa Teresa. El monasterio se inauguró y bendijo el domingo de ramos, 11 de abril de 1568, de forma provisional, en las casas provisionales «Casas de la Quintería». A instancias de Luisa de la Cerda, I señora de Malagón y propietaria de dichas casas, santa Teresa inició las obras de un edificio definitivo, que se demoraron once años, en 1576, dirigidas por el arquitecto Nicolás de Vergara el Mozo. Como anécdota y dato curioso cabe decir que en la celda del monasterio que ocupó Santa Teresa hay una imagen suya sentada escribiendo en una pequeña mesa y que solo se expone una vez cada 100 años en esa iglesia. Actualmente, en el monasterio viven carmelitas de clausura. Frente al monasterio se inauguró una escultura en homenaje en el año de su doctorado (1970), que representa a la Santa en la actitud meditabunda que ocupaba mientras divisaba las obras de construcción del monasterio. Permaneció en el municipio hasta 1568.
En el pueblo se cuenta una leyenda acerca de la imagen que la imagen que ocupa la celda que ocupaba Santa Teresa, se dice que la imagen por las noches cobra vida y recorre los pasillos del monasterios, por lo cual las monjas deben de cambiarle las zapatillas con frecuencia. Esta leyenda se remonta a la época de la Guerra Civil, dicen quienes se escondían en el convento que por las noches la veían de pasear.
Santa Teresa visitó el pueblo en las siguientes fechas:
- 1 de abril de 1568, para la inauguración del Convento, durante unos dos meses.
- 1570
- 1575, de camino a la fundación de Beas
- 1576, al volver de sus fundaciones de Beas y Sevilla
- Al ir a recoger desde Toledo a la Madre Brianda de San José, se desconoce la fecha (no la recogió por encontrarse la monja enferma)
- 25 de noviembre de 1579, para preparar la fundación de Villanueva de la Jara, hacia donde partió el 13 de febrero de 1580.

La localidad forma parte de las Huellas de Santa Teresa, ruta de peregrinación, turística, cultural y patrimonial que reúne las 17 ciudades donde santa Teresa de Jesús dejó su huella en forma de fundaciones. La ruta no tiene un orden establecido o un tiempo limitado ya que cada peregrino o visitante puede realizarla cómo y en el tiempo que desee.

## Deporte
El municipio tiene una gran escuela de deporte para los jóvenes de la localidad. Destacan los clubes de fútbol Atlético Teresiano, de balonmano ADC Cátedra 70, de natación el Club Natación Malagón.También cuentan con un equipo de fútbol sala femenino Malagón FSF que en la actualidad milita en Segunda División Nacional. Deportistas famosos son Cecilio Alonso, Ramón González Expósito y Gabriel Monteagudo Santos.